# Castagneto
Pour les articles homonymes, voir Castagneto (homonymie).
Castagneto est une frazione de la commune de Teramo en Italie, éloignée de 6 km du chef-lieu. 

## Géographie
Perché sur le Monts de la Laga, au bout d’un croisement de la SP 50 qui mène à Ioanella. Perché sur une colline, à une altitude d’environ 550 m, Castagneto a une position privilégiée d’où il est possible d’admirer aussi bien la mer Adriatique que le majestueux massif du Gran Sasso, qui culmine à près de 3 000 mètres, et fait penser à un « géant endormi ». 
C’est un endroit où l’hiver il peut y avoir d'importantes chutes de neige.

## Histoire
Historiquement, on trouve des informations sur Castagneto et les contrées voisines depuis les années 1000 et l’ancienne église de St Maria De Praediis en donne d’amples témoignages.

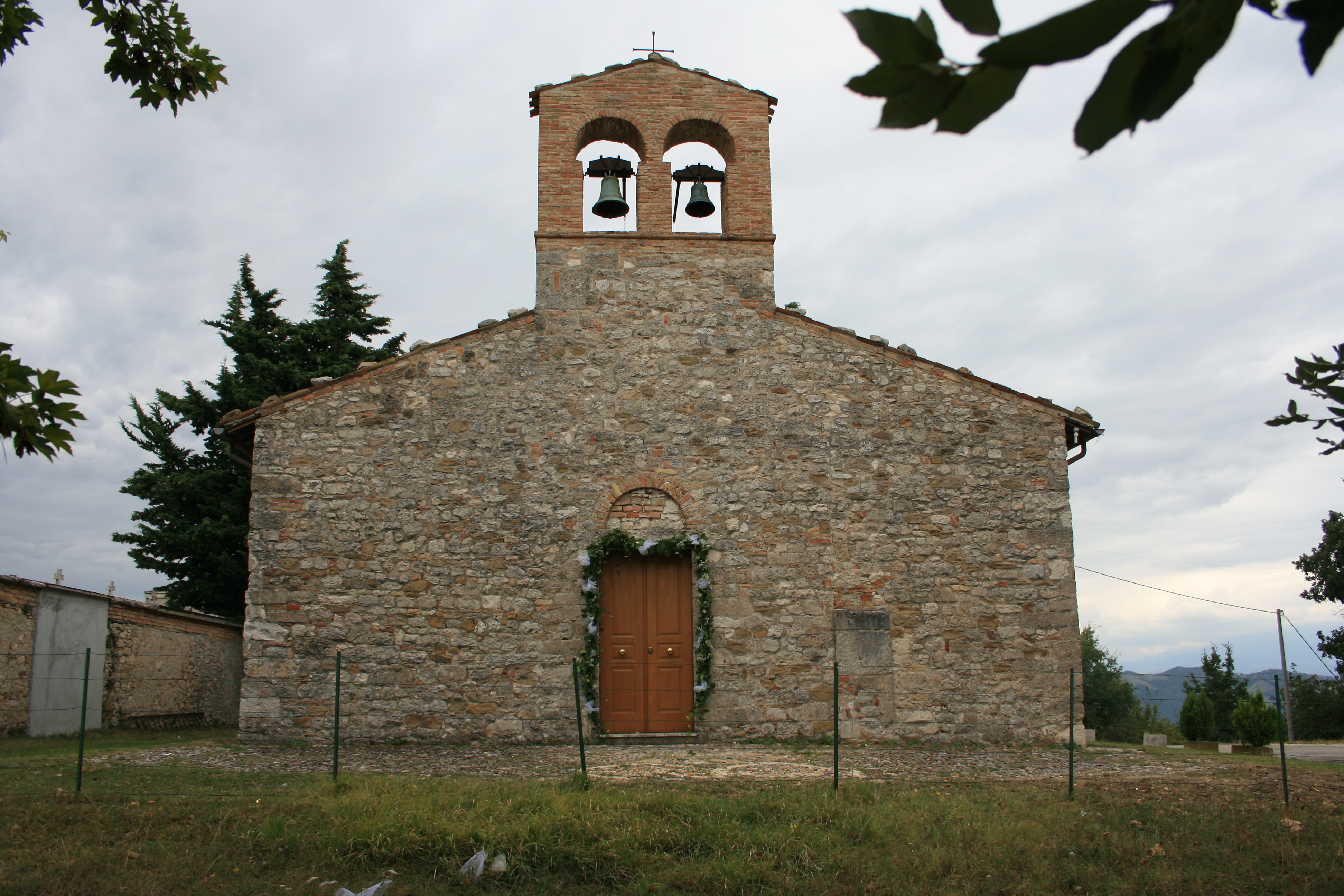
S. Maria de Praediis, Castagneto, Teramo

Dans la partie la plus élevée du village domine l’ancien palais Ianuarii-Scaricamazza au Centre duquel apparaît une tour bien visible au loin, donnant du caractère au vieux bourg.

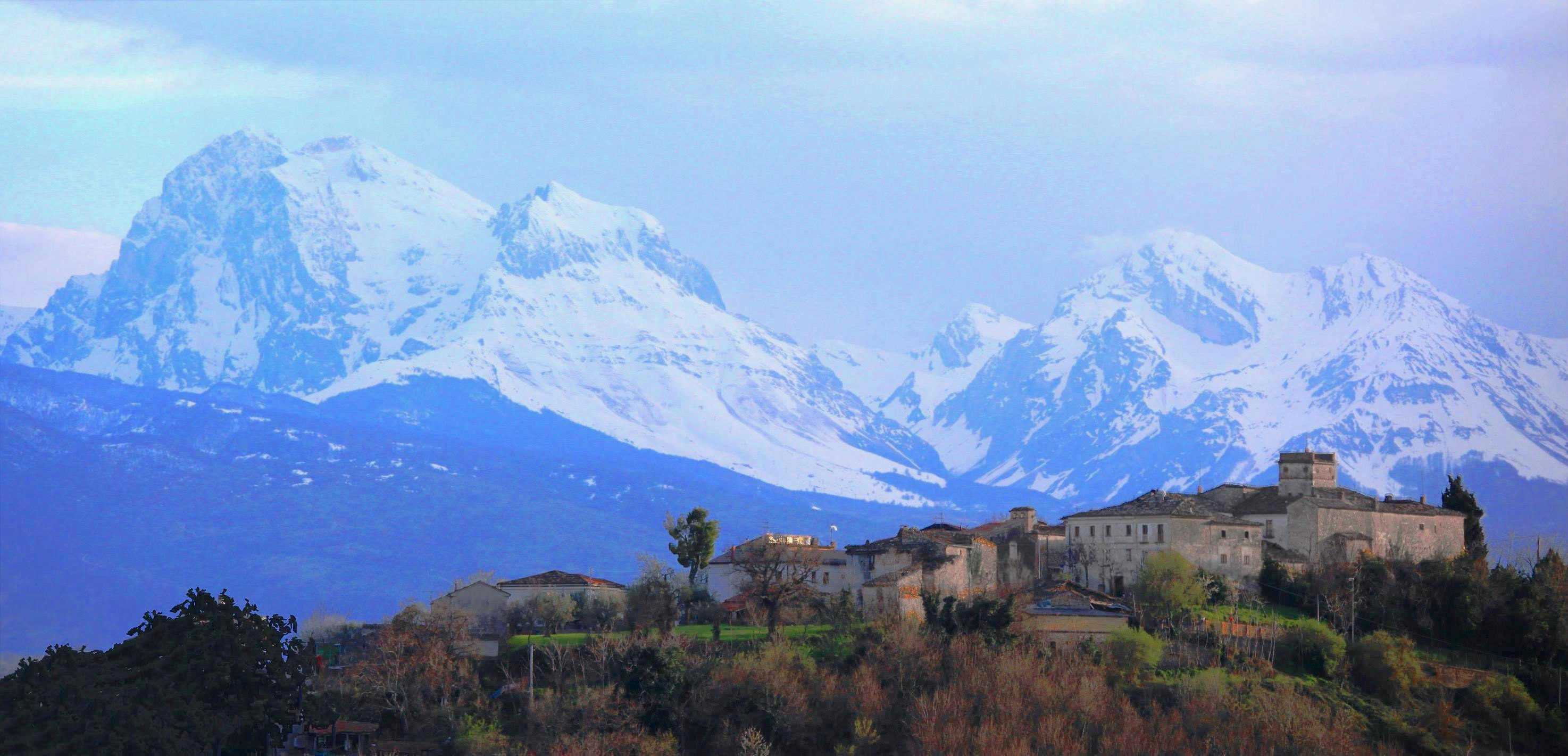
Palais Ianuarii Scaricamazza, Castagneto, Teramo

## Administration
Depuis toujours, Castagneto a été un point de référence pour les localités voisines comme Pantaneto, Collecaruno, Collemarino, Collesansonesco et Fonte del Latte. En effet, depuis les temps antiques Castagneto fut le siège paroissial, jusqu’à la fin des années 1980, il y avait une école primaire et le bureau postal est toujours en activité. 
C’est le siège d’un comité de fraction (zone) qui aide les résidents dans leurs démarches auprès des instances de l’administration publique. 